# Rodinia calpharnia
Rodinia calpharnia är en fjärilsart som beskrevs av Saunders 1849. Rodinia calpharnia ingår i släktet Rodinia och familjen Riodinidae. Inga underarter finns listade.